# München Mord: Der Letzte seiner Art
Der Letzte seiner Art ist ein deutscher Fernsehfilm von Jan Fehse aus dem Jahr 2021. Es handelt sich um die zwölfte Folge der Kriminalfilmreihe München Mord mit Bernadette Heerwagen, Alexander Held und Marcus Mittermeier in den Hauptrollen. Die Erstausstrahlung erfolgte am 13. Februar 2021 im ZDF. ORF-Premiere war am 2. August 2025.

## Handlung
In der Nähe der Hackerbrücke in München wird ein Mann ermordet aufgefunden. Laut Ausweis, den das Opfer bei sich hat, handelt es sich um Rudi Markwart, Jahrgang 1955, wohnhaft in Giesing. Das Ermittlerteam, bestehend aus Ludwig Schaller, Angelika Flierl und Harald Neuhauser, findet heraus, dass es sich dabei um einen früheren Angestellten von Gustav Schmidinger, dem sogenannten „Paten von München“ und Gründer der ersten Spielhalle im Münchner Bahnhofsviertel, handelt.
Möglicherweise ist der Pate das eigentliche Ziel des Mörders. Darauf deutet hin, dass die Kleidung des Opfers dem Stil des Paten nachempfunden war. Schaller vermutet, dass Schmidinger Markwart als Doppelgänger engagiert hat, um mögliche Attentäter von sich abzulenken. Schmidinger wanderte in den 1990er-Jahren nach Kalifornien aus. In München leben auch Schmidingers Ex-Frau Katharina, sein Sohn Felix und seine Tochter Sophie Kirner, die ihren Vater als Anwältin vertritt. Laut Katharina Schmidinger ist ihr Ex-Mann aus Kalifornien zurückgekehrt, weil seine vierte Ehe in die Brüche gegangen ist.
Die Observierung von Gustav Schmidinger führt Flierl zur Textilreinigung von Dirk Ascher. Flierl findet dessen teure goldene Uhr verdächtig. Ascher war Schmidingers Buchhalter und führt nun dessen Reinigung. Außerdem ist Gustav Schmidinger auf Aufnahmen von Überwachungskameras mit der Albanerin Zoja Kodraj zu sehen. Sie gibt an, an Immobilien von Schmidinger interessiert zu sein. Ihr Freund Emil Sahin, Betreiber eines Wettbüros, gibt ihr für die Tatzeit ein Alibi, Schmidinger ist Sahins Vermieter. Sahin zieht mit seinem Wettbüro um, gegenüber Flierl gibt er an, eine bessere Location gefunden zu haben.
Die Observierung von Kodraj führt Flierl und Neuhauser zur Prostituierten Nina. Von ihr erfährt Neuhauser, dass Kodraj die Frauen aus Albanien holt und ihnen über ihre Pflegedienstleistung Arbeitspapiere für die EU besorgt. Der Pflegedienst dient als Tarnung für ihren Escort-Service. Laut Nina gab es kürzlich einen Brandanschlag auf Kodrajs Büro. Neuhauser und Schaller vermuten, dass Schmidingers Leute hinter dem Anschlag stecken, um die Konkurrenz auszuschalten. Außerdem hegt Schaller den Verdacht, dass der Umzug von Sahin nicht freiwillig erfolgt. Damit hätten sowohl Sahin als auch dessen Freundin Kodraj ein Motiv.
Bald darauf wird Emil Sahin nach einer Messerattacke schwer verletzt ins Krankenhaus eingeliefert. Als Täter identifiziert Sahin Felix Schmidinger anhand dessen Tattoos. Neuhauser vermutet aufgrund des ähnlichen Tatherganges, dass Felix, ein Ex-Junkie, auch seinen Vater umbringen wollte. Flier bezweifelt allerdings diese Theorie. Felix Schmidinger wird wegen der Messerattacke auf Sahin verhaftet, er wollte Anerkennung von seinem Vater, indem er Sahin einen Denkzettel verpasst. Im Krankenhaus erhält Sahin Besuch von seinem Lover Deniz, laut dem Sahin in der Mordnacht bei ihm war. Damit hat Zoja Kodraj kein Alibi für die Mordnacht.
Schaller meint, dass Markwarts Mörder einen zweiten Versuch starten könnte, Gustav Schmidinger umzubringen. Um den Mörder zu überführen, lässt Schaller Schmidinger eine Welcome-Home-Party im Stil der 1970er-Jahre veranstalten. Dort provoziert Schmidinger Zoja Kodraj, indem er sie als „Balkanhure“ beschimpft. Nachdem Schmidinger die Party verlassen hat, wird er von Kodraj verfolgt, mit einem Messer bedroht und verletzt. Die Ermittler können aber verhindern, dass Schmidinger ermordet wird. Zoja gesteht schließlich den Mord an Markwart, den sie zusammen mit Dirk Ascher geplant hatte.

## Produktion
Die Dreharbeiten fanden gemeinsam mit dem elften Teil Ausnahmezustand vom 14. Oktober bis zum 13. Dezember 2019 in München und Umgebung statt.
Produziert wurde der Film von der TV60Filmproduktion (Produzent Sven Burgemeister) im Auftrag des ZDF.
Für das Szenenbild zeichnete Michael Björn Köning verantwortlich, für den Ton Rainer Plabst und Arkadius Rilka, für das Sound Design Sven Blessing, für das Kostümbild Theresia Wogh, für das Maskenbild Martine Flener und Judith Müller und für das Casting Lore Blössl.
Die Endfertigung wurde aufgrund der COVID-19-Pandemie unterbrochen, nachdem die Schauspieler nicht ins Synchronstudio kommen konnten.

## Rezeption

### Kritiken
Kristina Heuer befand in der Goldenen Kamera, dass auch der 12. Fall von München Mord mit schrägen Charakteren, scharfsinnigen Dialogen und viel Situationskomik glänze. Vieles könne auch leicht albern wirken, doch irgendwie schaffe es der Krimi stattdessen mit einem Augenzwinkern charmant zu bleiben. Besonders das Team mache einfach Spaß – die unbeholfenen Zeugenbefragungen, die fiesen gegenseitigen Seitenhiebe und auch die kleinen Gesten, wie eine hochgezogene Augenbraue usw. seien amüsant.
Tilmann P. Gangloff lobte auf evangelisch.de den guten Blick des Autors Peters Kocyla für besondere Figuren, die perfekt zu der Reihe passten; seine Dialoge seien ein Genuss. Die Besetzung der Rolle von Zoja Kodraz mit Edita Malovcic sei gleichfalls ein Gewinn für den Film, zumal sie ein reizvolles Flirtspiel mit Harald Neuhauser treibe. Ähnlich gelungen seien die Gespräche zwischen Schaller und Schmidingers Ex-Frau (Jeanette Hain) und die Momente, in denen Heerwagen und Mittermeier bloß mit Blicken arbeiteten – was genauso witzig wie die Dialoge sei.
Rainer Tittelbach von tittelbach.tv vergab vier von sechs Sternen und meinte, dass dieser Film zu den schwächeren Produktionen der stets sehenswerten Reihe gehöre. Das Schräge halte sich in Grenzen und auch die Stadt München sei in anderen Episoden schon origineller und mit mehr Kenntnisreichtum dargestellt worden. Die Folge zeige aber, dass ein gepflegter, linear erzählter und dialoglastiger Whodunit mit eher gemütlich ermittelnden Kommissaren Spaß machen könne. Der MeToo-Diskurs werde augenzwinkernd, klug und beiläufig in den Plot eingewoben.
Wilfried Geldner befand im Weser Kurier, dass das sogenannte Lokalkolorit ebenso gut den Kiezen von Frankfurt oder Hamburg entstammen könne, luge da nicht in vielen Dialogen der gute alte Monaco Franze um die Ecke. Bei mancher ihrer Figuren schramme die Folge wieder haarscharf an einer gewissen Frauen- und Fremdenfeindlichkeit vorbei.
Christian Lukas meinte auf Quotenmeter.de, dass die Story zwar einige Momente für wohl geschriebene Dialoge und situative Komik biete, die Inszenierung versuche allerdings nicht einmal so etwas wie Spannung aufzubauen. Trotz des behäbigen Tempos über lange Strecken gelinge es aber, immer wieder durch unerwartete Wendungen das Interesse an der Story aufrechtzuerhalten. Highlight des Filmes sei Martin Umbach in der Rolle des Paten, es sei eine Freude, ihm beim Spiel zuschauen zu dürfen. Die düstere Auflösung, die man im Rahmen dieser Reihe so eigentlich nicht erwarte, belege den Mut der Macher, gewohnte Wege auch einmal zu verlassen und tröste über die Behäbigkeit hinweg, mit der sich die Story lange Zeit mühevoll voranbewege.
TV Spielfilm fand, die trockenen Kommentare, charmant-skurrile Charaktere und das ritualisierte Miteinander des Ermittler-Trios aus dem Keller machten auch diesen Fall zu einem Vergnügen. Man hoffe auf noch mehr Episoden dieser Art.

### Quote
In Deutschland sahen den Film bei Erstausstrahlung 7,20 Millionen Personen, der Marktanteil betrug 21,6 Prozent.